# Enchelycore kamara
Enchelycore kamara är en fiskart som beskrevs av Böhlke och Böhlke, 1980. Enchelycore kamara ingår i släktet Enchelycore och familjen Muraenidae. Inga underarter finns listade i Catalogue of Life.